# La Comune di Parigi
La Comune di Parigi è una raccolta di scritti di Lenin, nei quali il rivoluzionario russo rivisita i significati storici, politici, sociali ed economici dell'esperienza parigina del 1871, vista come un tentativo di spezzare le fondamenta dell'apparato statale borghese, sostituendolo con un modello di organizzazione autonoma della classe operaia. Lenin associa la causa della Comune a quella della rivoluzione socialista.
La raccolta fu edita per la prima volta in traduzione italiana nel 1950 dalle edizioni Rinascita di Roma. Del 1971 è l'edizione degli Editori Riuniti con prefazione di Enzo Santarelli, seguita da una ristampa nel 1974.

## Edizioni
- Lenin, La Comune di Parigi, Roma, Rinascita, 1950,  p. 94.

- Lenin, La Comune di Parigi, Roma, Editori Riuniti, 1971,  p. 175.